# Lianping
Lianping, även romaniserat Linping, är ett härad i Heyuans stad på prefekturnivå i provinsen Guangdong i sydöstra Kina.
Lianping är indelat i 13 köpingar (zhen).
- Beitou (陂头镇)
- Dahu (大湖镇)
- Gaoguan (高莞镇)
- Longjie (隆街镇)
- Neiguan (内莞镇)
- Sanjiao (三角镇)
- Shangping (上坪镇)
- Tianyuan (田源镇)
- Xishan (溪山镇)
- Xiuduan (绣缎镇)
- Youxi (油溪镇)
- Yuanshan (元善镇)
- Zhongxin (忠信镇)